# كاثرين داهل
كاثرين داهل (بالنرويجية البوكمول: Cathrine Dahl)‏ هي قانونية ومُدرسة نرويجية، ولدت في 17 أغسطس 1855 في كونغسفينغر في النرويج، وتوفيت في 6 يونيو 1906 في Christiania/Kristiania ‏ في النرويج.